# 스포츠 영화

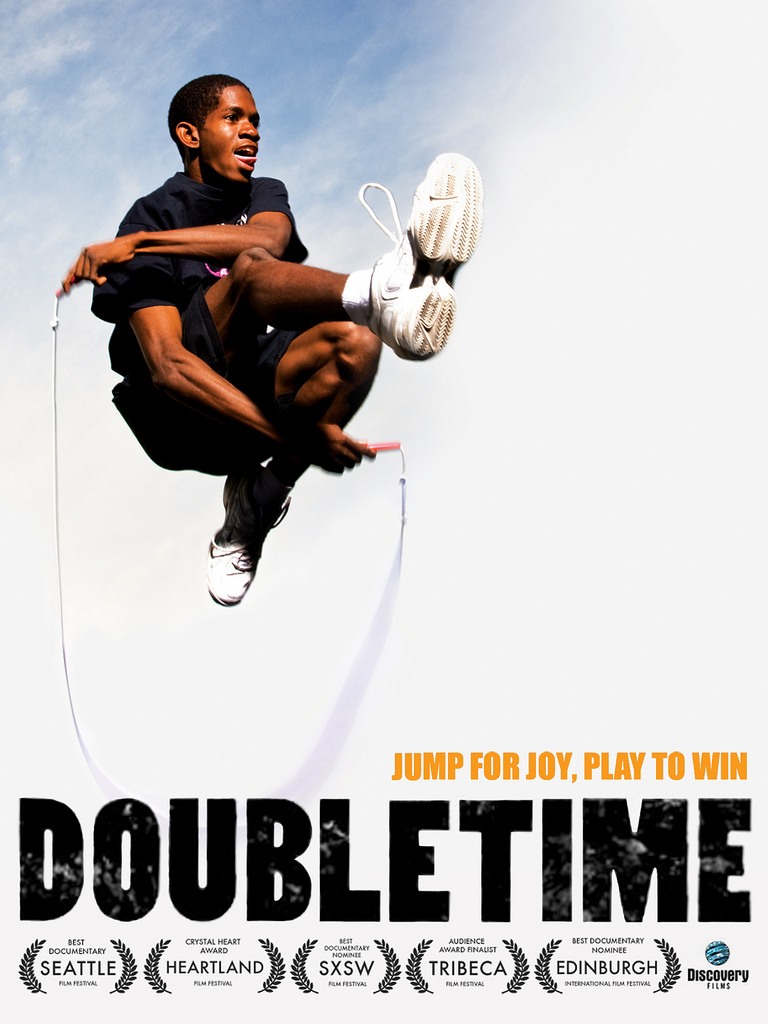

스포츠 영화(-映畵)는 스포츠를 소재로 한 영화로, 스포츠 선수나 팀, 경기 등을 소재로 하는 것이 대부분이다.
스포츠 영화는 특정 스포츠가 영화의 줄거리에서 두드러진 역할을 하거나 중심 주제로 작용하는 영화 장르이다. 스포츠 또는 스포츠 관련 주제가 두드러지게 등장하거나 줄거리의 중심이 되는 작품이다. 그럼에도 불구하고 스포츠는 궁극적으로 그러한 영화의 중심 관심사가 아니며 스포츠는 주로 우화적인 역할을 수행한다. 더욱이, 스포츠 팬은 그러한 영화의 타겟 인구 통계적일 필요는 없지만 스포츠 팬은 그러한 영화에 대한 높은 관심과 존경을 유지하는 경향이 있다.